# والتر أ. مونتجومري
والتر أ. مونتجومري (بالإنجليزية: Walter Alexander Montgomery)‏ هو محامي أمريكي، ولد في 17 فبراير 1845 في رالي في الولايات المتحدة، وتوفي في 26 نوفمبر 1921.